# Сарапульский район
Сарапульский район (удм. Сарапулкар ёрос) — административно-территориальная единица и упразднённое муниципальное образование (муниципальный район) в Удмуртской Республике Российской Федерации.
Административный центр — село Сигаево.
Законом Удмуртской Республики от 10.06.2021 № 69-РЗ к 25 июня 2021 года муниципальный район и входящие в его состав сельские поселения преобразованы в муниципальный округ (слово район в официальном названии сохраняется).

## Физико-географические сведения
Сарапульский район расположен в юго-восточной части республики. Район граничит с Каракулинским, Завьяловским, Малопургинским, Киясовским и Камбарским районами Удмуртии, на юго-западе — с Татарстаном, а на северо-востоке — с Пермским краем. Район с севера на юг пересекает река Кама, западная часть района расположена на Сарапульской возвышенности, а восточная в Камско-Бельской низменности.
Лесистость района 25,3 %, при средней по Удмуртии — 46,8 %.

## История
Район образован 4 января 1924 года в составе Уральской области. 17 января 1934 года Уральская область была разделена на Свердловскую, Челябинскую и Обско-Иртышскую области. Постановлением ВЦИК от 7 декабря 1934 года Сарапульский район Свердловской области был отнесён к Кировскому краю.
22 октября 1937 года ВЦИК СССР удовлетворил ходатайство ЦИК Удмуртской АССР и Кировского облисполкома о передаче Сарапульского района из Кировской области в состав Удмуртской АССР.
По указу Президиума Верховного Совета РСФСР от 7 марта 1939 года за счёт разукрупнения Сарапульского района был образован Камбарский район. Одновременно город Сарапул получил статус города республиканского (АССР) подчинения.
Постановлением Президиума Верховного Совета Удмуртской АССР от 8 декабря 1962 года, вместо существующего района, образован Сарапульский сельский район. Постановлением Президиума Верховного Совета Удмуртской АССР от 11 января 1965 года Сарапульский сельский район преобразован в Сарапульский район. В 1991 году центр Сарапульского района перенесен из города Сарапула в село Сигаево.
В результате муниципальной реформы с 1 января 2006 года наделён статусом муниципального района.

## Население
| 1959    | 1970    | 1979    | 1989    | 2002    | 2009    | 2010    | 2011    | 2012    |
| ------- | ------- | ------- | ------- | ------- | ------- | ------- | ------- | ------- |
| 26 333  | ↘25 990 | ↘22 646 | ↗25 842 | ↘24 215 | ↘23 575 | ↗24 625 | ↘24 588 | ↗24 792 |
| 2013    | 2014    | 2015    | 2016    | 2017    | 2018    | 2019    | 2020    | 2021    |
| ↗24 835 | ↘24 506 | ↘24 181 | ↗24 337 | ↗24 372 | ↘24 260 | ↘23 984 | ↘23 722 | ↗23 842 |
| 2024    |         |         |         |         |         |         |         |         |
| ↘23 267 |         |         |         |         |         |         |         |         |

### Урбанизация
Из общего населения района 22,94 % населения проживало в районном центре селе Сигаево. Средняя плотность населения — 13,11 чел/км². Район занимает 7-е место по численности населения и 10-е место по плотности среди муниципальных районов Удмуртии. На 1 января 2013 года в районе числилось 58 населённых пунктов.
Демография
В 2011 году рождаемость составила 17,0 ‰, смертность — 13,7 ‰, естественный прирост населения — 3,3 ‰, при среднем по Удмуртии — 1,0 ‰. Население района также увеличилось за счёт миграционного прироста (разницы между числом выбывших и прибывших на территорию района), в 2011 году миграционный прирост населения составил 119 человек.

### Национальный состав
По результатам переписи 2020 года, среди населения района русские составляли 85,9 %, удмурты — 6,6 %, татары — 5,1 %. Сарапульский район один из 13 сельских районов республики, где русские составляют большинство.

## Административное деление
В Сарапульский район как административно-территориальную единицу входят 15 сельсоветов. Сельсоветы (сельские администрации) одноимённы образованным в их границах сельским поселениям.
В муниципальный район входили 15 муниципальных образований со статусом сельских поселений.
| №  | Бывшее сельское поселение | Административный центр | Количество населённых пунктов | Население | Площадь, км2 |
| -- | ------------------------- | ---------------------- | ----------------------------- | --------- | ------------ |
| 1  | Девятовское               | деревня Девятово       | 2                             | ↘510      | 48,90        |
| 2  | Дулесовское               | деревня Дулесово       | 4                             | ↗1042     | 94,98        |
| 3  | Кигбаевское               | село Кигбаево          | 5                             | ↘1808     | 154,72       |
| 4  | Мазунинское               | село Мазунино          | 2                             | ↘838      | 96,52        |
| 5  | Мостовинское              | село Мостовое          | 6                             | ↘1871     | 226,53       |
| 6  | Нечкинское                | село Нечкино           | 4                             | ↘1647     | 246,20       |
| 7  | Октябрьское               | село Октябрьский       | 2                             | ↘366      | 291,31       |
| 8  | Северное                  | село Северный          | 2                             | ↘2155     | 5,72         |
| 9  | Сигаевское                | село Сигаево           | 6                             | ↘5936     | 73,66        |
| 10 | Тарасовское               | село Тарасово          | 2                             | ↘1726     | 145,00       |
| 11 | Уральское                 | село Уральский         | 10                            | ↘1985     | 187,74       |
| 12 | Усть-Сарапульское         | деревня Усть-Сарапулка | 3                             | ↘738      | 47,19        |
| 13 | Шадринское                | деревня Шадрино        | 5                             | ↘858      | 116,75       |
| 14 | Шевыряловское             | село Шевырялово        | 4                             | ↘1231     | 61,87        |
| 15 | Юринское                  | деревня Юрино          | 2                             | ↘580      | 80,54        |

10 октября 2011 года Законом Удмуртской Республики деревня Лубянки включена в состав сельского поселения «Усть-Сарапульское».
Законом Удмуртской Республики от 15 апреля 2016 года № 22-РЗ, были преобразованы, путём их объединения, муниципальные образования:
- муниципальные образования Мостовинское и Оленье Болото в новое МО Мостовинское с административным центром в селе Мостовое;
- муниципальные образования Тарасовское и Соколовское в новое МО Тарасовское с административным центром в селе Тарасово.

### Населённые пункты
В Сарапульский район входят 59 населённых пунктов.
| №  | Населённый пункт | Тип              | Население | Бывшее сельское поселение |
| -- | ---------------- | ---------------- | --------- | ------------------------- |
| 1  | Антипино         | деревня          | →30       | Шевыряловское             |
| 2  | Борисово         | деревня          | ↘62       | Сигаевское                |
| 3  | Верхний Бугрыш   | деревня          | ↗34       | Уральское                 |
| 4  | Выезд            | село             | ↘183      | Юринское                  |
| 5  | Глухово          | деревня          | ↗61       | Кигбаевское               |
| 6  | Горбуново        | деревня          | ↘67       | Нечкинское                |
| 7  | Девятово         | деревня          | ↗526      | Девятовское               |
| 8  | Дикуши           | деревня          | ↗95       | Девятовское               |
| 9  | Дома 1121 км     | населённый пункт | ↘33       | Уральское                 |
| 10 | Дома 1125 км     | населённый пункт | ↗22       | Уральское                 |
| 11 | Дома 1133 км     | населённый пункт | ↘12       | Шевыряловское             |
| 12 | Дулесово         | деревня          | ↗691      | Дулесовское               |
| 13 | Елькино          | деревня          | ↘3        | Уральское                 |
| 14 | Заборье          | деревня          | ↗66       | Мостовинское              |
| 15 | Керкмасский      | кордон           | ↘6        | Шадринское                |
| 16 | Кигбаево         | село             | ↗1616     | Кигбаевское               |
| 17 | Костино          | деревня          | →363      | Сигаевское                |
| 18 | Костинский       | кордон           | ↗3        | Сигаевское                |
| 19 | Лагуново         | село             | ↘356      | Нечкинское                |
| 20 | Лубянки          | деревня          |           | Усть-Сарапульское         |
| 21 | Лысово           | деревня          | →116      | Мостовинское              |
| 22 | Мазунино         | село             | ↘910      | Мазунинское               |
| 23 | Макшаки          | деревня          | ↘52       | Дулесовское               |
| 24 | Межная           | деревня          | ↗42       | Мазунинское               |
| 25 | Митрошино        | деревня          | →43       | Кигбаевское               |
| 26 | Мостовое         | село             | ↗1302     | Мостовинское              |
| 27 | Мыльники         | деревня          | ↗63       | Сигаевское                |
| 28 | Непряха          | деревня          | ↗170      | Усть-Сарапульское         |
| 29 | Нечкино          | село             | ↘1063     | Нечкинское                |
| 30 | Нижний Бугрыш    | деревня          | ↗100      | Уральское                 |
| 31 | Новые Макшаки    | деревня          | ↘8        | Шадринское                |
| 32 | Ожгихино         | деревня          | ↗20       | Уральское                 |
| 33 | Октябрьский      | село             | ↗403      | Октябрьское               |
| 34 | Оленье Болото    | деревня          | ↘426      | Мостовинское              |
| 35 | Отуниха          | деревня          | ↘22       | Шевыряловское             |
| 36 | Паркачево        | село             | ↗62       | Уральское                 |
| 37 | Пастухово        | деревня          | ↗91       | Северное                  |
| 38 | Пентеги          | деревня          | ↘269      | Шадринское                |
| 39 | Первомайский     | деревня          | ↘62       | Уральское                 |
| 40 | Петровка         | деревня          | ↗25       | Уральское                 |
| 41 | Рябиновка        | деревня          | ↗153      | Кигбаевское               |
| 42 | Северный         | село             | ↗2102     | Северное                  |
| 43 | Сергеево         | деревня          | ↗4        | Кигбаевское               |
| 44 | Сигаево          | село             | ↘5153     | Сигаевское                |
| 45 | Смолино          | деревня          | ↘76       | Дулесовское               |
| 46 | Соколовка        | деревня          | ↘691      | Тарасовское               |
| 47 | Старая Бисарка   | деревня          | ↗34       | Мостовинское              |
| 48 | Степной          | деревня          | →100      | Мостовинское              |
| 49 | Тарасово         | село             | ↗1075     | Тарасовское               |
| 50 | Ужуиха           | станция          | ↗49       | Октябрьское               |
| 51 | Уральский        | село             | ↗1878     | Уральское                 |
| 52 | Усть-Сарапулка   | деревня          | ↗625      | Усть-Сарапульское         |
| 53 | Чекалка          | село             | ↘1        | Шадринское                |
| 54 | Шадрино          | деревня          | ↗685      | Шадринское                |
| 55 | Шевырялово       | село             | ↗1185     | Шевыряловское             |
| 56 | Юрино            | деревня          | ↗487      | Юринское                  |
| 57 | Юриха            | деревня          | ↘256      | Нечкинское                |
| 58 | Юшково           | деревня          | ↘27       | Сигаевское                |
| 59 | Яромаска         | село             | ↗164      | Дулесовское               |

Упразднённые населённые пункты
- 2004 год — посёлок Акшабариха и Дома 1138 км[41], деревня Дуванак и разъезд Шевырялово[42] .

## Местное самоуправление
Государственная власть в районе осуществляется на основании Устава, структуру органов местного самоуправления муниципального района составляют:
1. Районный Совет депутатов — представительный орган местного самоуправления, в составе 32 депутата, избирается каждые 5 лет.
2. Глава муниципального образования — высшее должностное лицо района, избирается Советом из своего состава. Должность Главы района занимает Асабин Игорь Владиславович.
3. Администрация муниципального образования — исполнительно-распорядительный орган муниципального района. С 2016 года Администрацию района возглавляет глава муниципального образования.

Символика района
Официальными символами муниципального района являются герб и флаг, отражающие исторические, культурные, национальные и иные местные традиции и особенности. Порядок официального использования герба и флага муниципального района устанавливается решением Сарапульского Районного Совета депутатов.

## Социальная инфраструктура
Система образования района включает 23 школы (10 средних и 6 школы-сад), музыкальная школа и 16 детских садов. Медицинскую помощь населению оказывают больница и 19 фельдшерско-акушерских пунктов. Также в районе действуют 31 дом культуры и клубных учреждения и 18 библиотек.

## Экономика
Промышленность Сарапульского района представлена нефтедобывающими предприятиями. Основные отрасли в сельскохозяйственных предприятиях — производство молока, мяса и зерна.

## Транспорт
Главная автомобильная магистраль района — автодорога Р322 Ижевск — Сарапул, которая к югу от Сарапула продолжается в качестве автодороги Костино — Камбарка. В ноябре 2016 года открылось рабочее движение по новому мосту через Каму у села Тарасово, в результате чего обе эти трассы приобрели важное транзитное значение на пути из Удмуртии в Башкирию.
Также по территории Сарапульского района проходит крупная железнодорожная магистраль Казань — Екатеринбург. В границах района на ней расположена станция Бугрыш.

## Археология
Осенью 1979 года в Сарапульском районе Удмуртии при закладке нефтяной скважины был открыт Тарасовский могильник раннего железного века (первая половина I тыс. н. э.), получивший название по близлежащему селу. Это крупнейший из известных и раскопанных некрополей финно-угорского населения (I—V вв. н. э.) и один из редких памятников, функционировавших в так называемое переходное чегандинско-мазунинское время. Могильник располагался на площадке, которая в IV—III вв. до н. э. была занята святилищем.

## Известные люди
В районе родились
- Бехтерев, Игорь Сергеевич (1939—1990) — живописец и художник прикладного искусства, член Союза художников СССР.